# Paruwrobates andinus
Paruwrobates andinus – gatunek płaza bezogonowego z rodziny drzewołazowatych (Dendrobatidae). Endemit Kolumbii, krytycznie zagrożony wyginięciem.

## Występowanie
Tylko w La Planada, Altaquer, w departamencie Nariño w południowo-zachodniej Kolumbii na zachodzie Andów.
Bytuje na wysokości od 1700 do 2020 m n.p.m. Zamieszkuje wilgotne lasy deszczowe. Niestety jego siedlisko ulega zniszczeniu na skutek rozwoju rolnictwa.